# نیروی بدنی (حجمی)
توزیع نیروهایی که برای تاثیر روی ماده به تماس مستقیم احتیاج ندارند توزیع نیروی بدنی(1)(حجمی) نامیده می شوند. نیروی جاذبه ثقل عمومی‌ترین توزیع نیروی بدنی روی یک جسم است. همچنین توزیع نیروی مغناطیسی روی مادهٔ مغناطیسی شده، در یک میدان مغناطیسی نیز یک توزیع نیروی بدنی است. 
1-Body force